# Violência política nos Estados Unidos durante a Guerra Fria
Os Estados Unidos enfrentaram múltiplas ondas de violência política durante a Guerra Fria. A primeira ocorreria em decorrência do ressurgimento da Ku Klux Klan em 1950, em oposição ao crescente movimento pelos direitos civis, que buscava o fim da segregação racial e de outras formas de racismo. A nova Klan também ganhou um novo elemento anticomunista e neofascista, em resposta à ascensão de ideias anticomunistas na sociedade americana como resultado do Red Scare. Outras organizações de supremacia branca surgiriam ao mesmo tempo, como o Partido Nazista Americano. Em Porto Rico, o Partido Nacionalista de Porto Rico lançaria uma série de revoltas ao longo da década de 50, incluindo uma tentativa de assassinato de Harry S. Truman. No início dos anos 60, os impasses entre os governos federal e estadual resultariam em eventos como a Crise de Little Rock e o Motim de Ole Miss em 1962.
A violência política nos Estados Unidos aumentaria ao longo das décadas de 60 e 70, o que incluiu a ascensão de muitos grupos militantes de esquerda, como o Weather Underground, o Partido dos Panteras Negras, o Exército Simbionês de Libertação e a Organização Comunista 19 de Maio. Alguns dos quais (principalmente o WUO e o M19) lançariam uma série de bombardeios contra vários alvos, principalmente aqueles associados ao governo federal. Os confrontos entre os manifestantes e a polícia seriam um aspecto importante dos protestos contra o envolvimento dos EUA na Guerra do Vietname, culminando no massacre no Estado de Kent e nos assassinatos no Estado de Jackson, ambos perpetrados pela Guarda Nacional dos Estados Unidos. Eventos apelidados de "Motins Ghetto" ocorreriam ao longo da década de 60 como uma reação contra a discriminação racial em bairros empobrecidos, em sua maioria afro-americanos.
A reação racista contra o movimento pelos direitos civis e o Movimento Black Power continuaria na forma do atentado à bomba na Igreja Batista da 16th Street por quatro membros da KKK e do posterior massacre de Greensboro em 1979. 1968 é frequentemente destacado como um ano particularmente caótico na história americana, que incluiu uma escalada da Guerra do Vietnã, os protestos amplamente televisionados da Convenção Nacional Democrata de 1968 e os assassinatos de Robert F. Kennedy e Martin Luther King Jr.
O governo federal cometeria atos de vigilância ilegal contra movimentos considerados subversivos como parte de sua operação COINTELPRO de 1956 a 1971, que supostamente apoiou organizações militantes anticomunistas, como a Organização do Exército Secreto. Os confrontos entre a polícia e organizações associadas ao movimento Black Power culminariam no atentado bombista MOVE de 1985, cometido pelo Departamento de Polícia de Filadélfia, resultando na morte de 11 pessoas e na destruição parcial do bairro de Cobbs Creek. Os ataques cometidos por organizações de esquerda terminariam em grande parte no mesmo ano, com a dissolução do M19. A ascensão de gangues de prisão supremacistas brancos e neonazistas ao longo dos anos 70 e 80 resultaria em múltiplos assassinatos motivados pelo antissemitismo, incluindo o assassinato da família Goldmark e de Alan Berg.
A violência política de esquerda diminuiu principalmente no final do século XX. Algumas organizações de extrema direita fundadas no final do século XX continuariam a operar.
Este período é frequentemente conhecido pelo número de assassinatos ocorridos, incluindo os de Medgar Evers, John F. Kennedy, Malcolm X, George Lincoln Rockwell, Martin Luther King Jr., Robert F. Kennedy, Fred Hampton, Huey P. Newton, e Alan Berg.

## Eventos e incidentes
- Revolta de Jayuya (1950)
- Revolta nacionalista de San Juan (1950)
- Revolta de Utuado (1950)
- Tentativa de assassinato de Harry S. Truman (1950)
- Assassinato de Harry T. Moore (1951)
- Tiroteio no Capitólio dos Estados Unidos em 1954 (1954)
- Incidente de dessegregação escolar em Mansfield (1956)
- Crise de Little Rock (1957)
- Atentado ao Templo da Congregação Benevolente Hebraica (1958)
- Batalha de Hayes Pond (1958)
- Sábado do Cabo de Machado (1960)
- Motim de dessegregação na Universidade da Geórgia (1961)
- Ataque de ônibus em Birmingham (1961)
- Motim de Ole Miss de 1962 (1962)
- Assassinato de Medgar Evers (1963)
- Atentado à bomba na Igreja Batista da 16th Street (1963)
- Assassinato de John F. Kennedy (1963)
- Motim de Cambridge de 1963 (1963)
- Assassinatos de Chaney, Goodman e Schwerner (1964)
- Assassinato de Frank Morris (1964)
- Assassinato de Lemuel Penn (1964)
- Motim do Harlem de 1964 (1964)
- Motim racial em Rochester em 1964 (1964)
- Motim racial em Dixmoor (1964)
- Motim racial na Filadélfia em 1964 (1964)
- Assassinato de Malcolm X (1965)
- Motins de Watts (1965)
- Marcha Contra o Medo (1966)
- Motins no lado oeste de Chicago em 1966 (1966)
- Motins em Hough (1966)
- Motim de Waukegan de 1966 (1966)
- Motim racial em Dayton em 1966 (1966)
- Levante social de Hunters Point (1966)
- Assassinato de George Lincoln Rockwell (1967)
- Verão longo e quente de 1967 (1967)
- Massacre de Orangeburg (1968)
- Tiroteios e tumultos em Glenville (1968)
- Protestos da Convenção Nacional Democrata de 1968 (1968)
- Assassinato de Robert F. Kennedy (1968)
- Assassinato de Martin Luther King Jr. (1968)
- Motins de assassinato de rei (1968)
- Motins de Chicago em 1968 (1968)
- Protestos da Universidade de Columbia em 1968 (1968)
- Motim racial em York em 1969 (1969)
- Assassinatos de Tate-LaBianca (1969)
- Dias de Fúria (1969)
- Assassinato de Fred Hampton (1969)
- Revolta de Greensboro (1969)
- Tiroteios na Southern University (1969)
- Ocupação de Alcatraz (1969-1971)
- Rebelião de Stonewall (1969)
- Atentado à bomba na estação Park do Departamento de Polícia de São Francisco (1970)
- Tiroteios do Estado de Kent (1970)
- Assassinatos no Estado de Jackson (1970)
- Atentado de Sterling Hall (1970)
- Ataques ao Centro Cívico do Condado de Marin (1970)
- Julgamentos dos Panteras Negras em New Haven (1971)
- Motim na prisão de Attica (1971)
- Sequestro do voo 841 da Delta Air Lines (1972)
- Tiroteios de Mark Essex (1973)
- Ocupação do Joelho Ferido (1973)
- Assassinato de Marcus Foster (1973)
- Sequestro de Patty Hearst (1974)
- Tiroteio do SLA (1974)
- Assalto ao Banco Nacional Crocker (1975)
- Tentativa de assassinato de Gerald Ford em Sacramento (1975)
- Tentativa de assassinato de Gerald Ford em São Francisco (1975)
- Assassinato de Leo Ryan (1978)
- Massacre de Jonestown (1978)
- Massacre de Greensboro (1979)
- Crise de Fort Chaffee (1980)
- Roubo de Brink em 1981 (1981)
- Ataque à Base Aérea da Guarda Nacional de Muñiz em 1981 (1981)
- Tiroteio em Miracle Valley (1982)
- Atentado ao Senado dos Estados Unidos em 1983 (1983)
- Assassinato da família Goldmark (1984)
- Assassinato de Alan Berg (1984)
- Assassinato de Alex Odeh (1985)
- Bombardeio MOVE (1985)
- Julgamento de sedição de Fort Smith (1988)
- Assassinato de Huey P. Newton (1989)
- Varredura de Castro (1989)

## Consequências
O massacre de Greensboro foi creditado por alguns como tendo resultado na convergência de ideologias díspares da supremacia branca nos Estados Unidos e formando o precursor dos movimentos modernos de extrema direita, como a alt-right.